# Al-Manszúr Abd al-Azíz egyiptomi szultán
Al-Manszúr Abd al-Azíz, trónra lépése előtt Izz ad-Dín Abd al-Azíz ibn az-Záhir Barkúk (1389 után – Egyiptom, Alexandria, röviddel 1405. november 28. után) az-Záhir Barkúk fia, az egyiptomi burdzsí (cserkesz) mamlúkok harmadik szultánja volt (uralkodott 1405. szeptember 21-étől november 28-áig). Teljes titulusa al-Malik al-Manszúr, melynek jelentése „az [Isten által] megsegített király”.

## A gyermekszultán
Az utolsó bahrí mamlúk szultánt megbuktató Barkúk 1399 júniusában, a halálát megelőző napon az előkelőségekkel, főtisztviselőkkel, vallás- és jogtudósokkal és al-Mutavakkil kalifával hűségnyilatkozatot adatott ki három fia, Faradzs, Abd al-Azíz és Ibráhím egymást követő öröklésével kapcsolatban, melynek értelmében Faradzsot Abd al-Azíz követte volna a trónon, amire 1405-ben került sor. 
A tízesztendősen trónra lépő Faradzs szultán 1404-ben megpróbált kiszabadulni a titkári (davádár) címet viselő Jasbak as-Saabání felügyelete alól, ezért augusztusban egy rivális mamlúkfrakciót biztosított a támogatásáról. Ez megtámadta és elűzte Jasbakot és híveit, akik Szíriában kerestek menedéket. Damaszkusz kormányzója, Sajh al-Mahmúdí szívesen látta őket, és rövidesen csatlakozott hozzájuk egy másik megbuktatott régens, Dzsakam is, aki Aleppót szerezte meg. A Jasbak, Sajh és Dzsakam alkotta triumvirátus 1405 májusában Kairóra tört, ám a fellegvárnál vívott csatában híveik nagy része átpártolt Faradzs oldalára, és ők kénytelenek voltak elmenekülni. A fővárosban elrejtőző Jasbakot és a szultánt ez utóbbi egyik rokona, bizonyos Bajbarsz békítette össze.

## Közjáték a trónon
Miután Jasbak visszatért az udvarba, Faradzs nem érezte magát biztonságban. Egy átrészegeskedett éjszakán ez az érzés olyannyira elhatalmasodott rajta, hogy 1405. szeptember 20-án elmenekült a palotából, és Kairóban keresett menedéket. Másnap az előkelőségek kimondták trónfosztását, és kiskorú öccsét, Abd al-Azízt tették trónra a már említett Bajbarsz atabég bábjaként. Az udvarban ezt követően Jasbak és Faradzs bizalmasa, Ibráhím ibn Guráb azon munkálkodott, hogy előkészítsék uruk visszatérését, aki végül november 28-án előbújt rejtekhelyéről, és támogatói élén bevonult a fellegvárba. Bajbarsz és támogatói elmenekültek, de elfogták őket, és a szultán két öccsével, Abd al-Azízzal és a harmadik fivérrel, Ibráhímmal együtt Alexandriába küldték őket, ahol ez utóbbiak rövidesen rejtélyes módon elhunytak.
Faradzs 1412-ig őrizte meg szultáni trónját, amikor a lázadók legyőzték és kivégezték, és a korábbi damaszkuszi kormányzó, Sajh ült trónra al-Muajjad titulussal.